# Cadre-71/2-Europameisterschaft 1976

Logo CEB (ausrichtender Verband)

Veranstaltungsort: Toulouse

Die Cadre-71/2-Europameisterschaft 1976 war das 29. Turnier in dieser Disziplin des Karambolagebillards und fand vom 29. Januar bis zum 1. Februar 1976 in Toulouse statt. Es war die achte Cadre-71/2-Europameisterschaft in Frankreich.

## Geschichte
Mit einer großen Überraschung endete die EM in Toulouse. Der Wiener Kaffeehausbesitzer Franz Stenzel gewann ungeschlagen den ersten EM-Titel im Cadre 71/2 für Österreich und verwies die beiden Favoriten Francis Connesson und  Dieter Müller auf die Plätze. Den Grundstein legte Stenzel in der sechsten Runde mit einem knappen aber verdienten Sieg mit 300:291 gegen Hans Vultink. Damit war er als einziger noch ungeschlagen und gewann die beiden letzten Partien gegen Müller und Connesson relativ klar und wurde verdienter Sieger.

## Turniermodus
Hier wurde im Round Robin System bis 300 Punkte gespielt. Es wurde mit Nachstoß gespielt. Damit waren Unentschieden möglich.
Bei MP-Gleichstand wird in folgender Reihenfolge gewertet:
1. MP = Matchpunkte
2. GD = Generaldurchschnitt
3. HS = Höchstserie

## Abschlusstabelle
| MP    | Match Points (Sieger = 2; Unentschieden = 1; Verlierer = 0) |
| Pkte. | Erzielte Karambolagen                                       |
| Aufn. | Benötigte Versuche                                          |
| GD    | Generaldurchschnitt                                         |
| BED   | Bester Einzeldurchschnitt eines Spielers                    |
| HS    | Höchstserie                                                 |
|       | Bester GD des Turniers                                      |
|       | Bester ED des Turniers                                      |
|       | Beste HS des Turniers                                       |
|       | 1. Platz (Gold)                                             |
|       | 2. Platz (Silber)                                           |
|       | 3. Platz (Bronze)                                           |

| Platz                      | Name              | MP   | Pkte. | Aufn. | GD    | BED    | HS  |
| -------------------------- | ----------------- | ---- | ----- | ----- | ----- | ------ | --- |
| 1                          | Franz Stenzel     | 14:0 | 2100  | 57    | 36,84 | 75,00  | 186 |
| 2                          | Francis Connesson | 10:4 | 1961  | 48    | 40,85 | 60,00  | 226 |
| 3                          | Dieter Müller     | 10:4 | 1859  | 49    | 37,93 | 100,00 | 193 |
| 4                          | Emile Wafflard    | 8:6  | 1671  | 46    | 36,62 | 75,00  | 281 |
| 5                          | Hans Vultink      | 8:6  | 1798  | 63    | 28,53 | 50,00  | 231 |
| 6                          | Tini Wijnen       | 4:10 | 1012  | 54    | 18,77 | 42,85  | 198 |
| 7                          | José Gálvez       | 1:13 | 1065  | 53    | 20,09 | 25,00  | 155 |
| 8                          | Jean Lafaille     | 1:13 | 1126  | 80    | 14,07 | 25,00  | 91  |
| Turnierdurchschnitt: 27,98 |                   |      |       |       |       |        |     |